# Les Allen (jégkorongozó)
Les Allen (? – ?) kanadai jégkorongozó, világbajnok edző.
A téli olimpiától legelső, független jégkorong-világbajnokságon, az 1930-ason vezette győzelemre a kanadai válogatottat. Ez a válogatott egy klubcsapat volt, a Toronto CCMs, mely 1930-ban torontói és yorki liga bajnok volt így őket választották ki a világbajnokságon való szereplésre. A csapatot egyből a döntőbe sorsolták, ahol 6–1-re győzték le a németeket.